# Nieuport (Unternehmen)

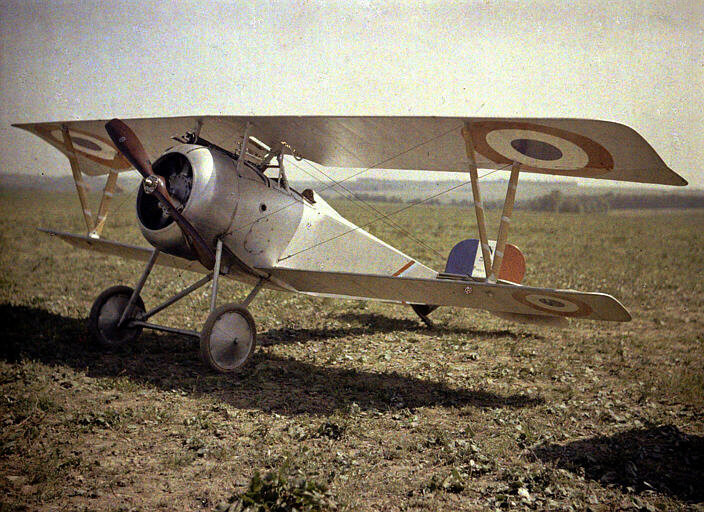
Nieuport 17 C

Die Firma Nieuport war ein französischer Flugzeughersteller.

## Geschichte

### Nieuport-Duplex
Unter dem Namen Nieuport-Duplex gründeten die Brüder Charles und Édouard de Nieuport 1902 in Suresnes eine Firma zur Herstellung
von Magnetzündern, Zündkerzen und Akkumulatoren für die Automobilindustrie. Zu den Kunden des Unternehmens zählten Citroën und Léon Levavasseur, der das Nieuport-Duplex-Zündsystem auch für seine Flugzeugmotoren Antoinette übernahm.
Der Schweizer Ingenieur Franz Schneider wurde 1906 technischer Leiter bei Nieuport-Duplex.

### Société Générale d’Aéro-locomotion
Die Gebrüder Nieuport begannen sich für den Aeroplanbau zu interessieren und wollten eigene Flugzeuge konstruieren. Daher erfolgte im Januar 1908 eine Umstrukturierung des Unternehmens und die Umbenennung in Société Générale d’Aéro-locomotion. Inzwischen wurden auch Zündanlagen für Flugzeugmotoren hergestellt.
Den ersten Versuch im Flugzeugbau stellte 1908 der Eindecker Nieuport I mit einem Darracq-Motor (28 PS) dar, das Flugzeug soll bei seinem erfolgreichen Erstflug in Issy-les-Moulineaux knapp 70 km/h schnell gewesen sein. Leider wurde es im Januar 1910 bei einer Überschwemmung zerstört.

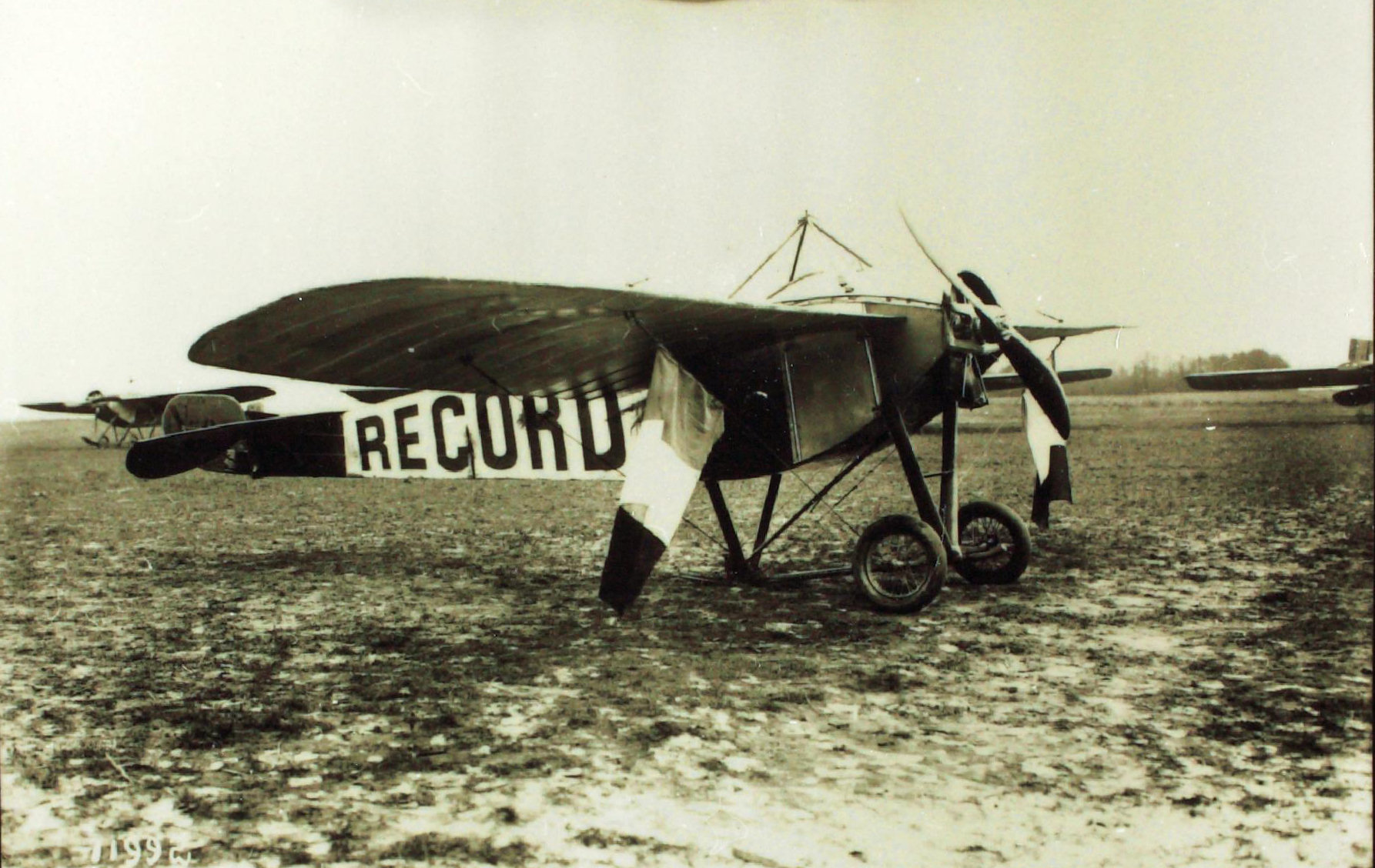
Nieuport II.G-Eindecker, mit dem Emmanuel Helen am 26. August 1911 den Michelin-Pokal gewann.

Die nächste Eigenkonstruktion der Gebrüder Nieuport war der einsitzige Eindecker Nieuport II, ausgestattet mit einem 30-PS-Motor erreichte die Maschine ca. 110 km/h.
Gegen Ende des Jahres 1910 war mit der Nieuport IIG ein moderner, vollständig verkleideter Eindecker mit geschlossener Motorhaube fertiggestellt, angetrieben von einem 50-PS-Gnome-Motor. Édouard de Nieuport stellte im Juni 1911 auf einer solchen Maschine mit der Geschwindigkeit von 133,14 km/h einen Rekord für Flugzeuge auf.

### Nieuport et Deplante
Bereits im Frühjahr 1911 beschlossen die Eigentümer, neben der bestehenden Produktpalette die Serienproduktion von Flugzeugen aufzunehmen. Der Name der Firma wurde im Mai in Nieuport et Deplante geändert.
Édouard de Nieuport startete am 15. September 1911 mit einer Nieuport IIG in Issy-les-Moulineaux und erreichte den Flugplatz Charny trotz starkem Gegenwind. Bei einer anschließenden Flugdemonstration stieg er auf eine Höhe von etwa 800 m und stellte den Motor ab, um einen Gleitflug durchzuführen. Doch eine heftige Windböe erfasste den Eindecker und brachte ihn zum Absturz. Beim Aufprall erlitt Nieuport innere Verletzungen, er verstarb am 16. September 1911 im Krankenhaus Saint-Nicolas in Verdun.
Nach dem Tod von Édouard de Nieuport verließ Franz Schneider das Unternehmen und begann in Deutschland für die Luftverkehrsgesellschaft (LVG) zu arbeiten.
Die Aéronautique Militaire unter Leitung von General Roques schrieben 1911 erstmals einen Wettbewerb zur Ermittlung geeigneter Flugzeuge aus. Ursprünglich nahmen im November rund 110 Maschinen an diesem Vergleich in Reims teil; dabei qualifizierten sich die Eindecker von Nieuport und Deperdussin sowie der Doppeldecker von Breguet. Nieuport et Deplante erhielten eine Prämie von 780.000 Francs und eine Bestellung über zehn Flugzeuge, Breguet bekam 345.000 Francs mit einer Bestellung von sechs Flugzeugen und Deperdussin erhielt 218.000 Francs plus eine Bestellung von vier Flugzeugen.

### Société Anonyme des Établissements Nieuport
Henry Deutsch de la Meurthe erwarb die Firma mit ihren Patenten und begann, die Unternehmenszweige aufzuspalten, denn der Standort Suresnes war inzwischen zu klein für die ständig wachsende Flugzeugproduktion. Er ließ die neu gegründete Société Anonyme des Equipements Electriques weiterhin Magnetzünder und Zündkerzen in Suresnes produzieren, während die ebenfalls neu gegründete Société Anonyme des Établissements Nieuport die Flugzeugproduktion in einem neuen Werk in Issy-les-Moulineaux aufnahm.
Bereits vorliegende Entwürfe wurden weiter entwickelt, doch nachdem Charles de Nieuport im Januar 1913 ebenfalls bei einem Flugunfall ums Leben gekommen war, geriet das Unternehmen Nieuport gegenüber der Konkurrenz ins Hintertreffen.
Seit 1912 besaß die russische Firma Dux eine Lizenz zur Herstellung von Eindeckern des Typs Nieuport IV. Mit einem dieser Lizenzbauten gelang dem russischen Piloten Pjotr Nikolajewitsch Nesterow am 27. August 1913 der erste vor Zeugen geflogene Looping. Doch ebenso wie die Nieuport VI, die inzwischen im Dienst der Fliegertruppen Frankreichs, Russlands, Griechenlands und Italiens stand, war das Modell bereits veraltet.
Inzwischen hatte Nieuport die Lizenz und den Prototyp des britischen Nurflügel-Doppeldeckers D-8 von John William Dunne erworben, doch der Prototyp ging bei Testflügen in Frankreich zu Bruch. Zwar wurde im Dezember 1913 auf der Pariser Exposition Internationale de la Locomotion Aérienne im Grand Palais neben vier Eindeckern von Nieuport ein modifizierter Nachbau des Doppeldeckers präsentiert, aber der ungewöhnliche Flugapparat mit den pfeilförmigen Tragflächen fand keine Käufer.
Erst mit dem Eintritt von Gustave Delage als Chefkonstrukteur bei Nieuport im Januar 1914 erfolgten grundlegende Änderungen in der Konstruktion der Flugzeuge. Delage begann mit der Entwicklung eines Doppeldeckers (eigentlich ein Anderthalbdecker). Das Grundkonzept der Nieuport 10 erschien dem französischen, finnischen, russischen, italienischen und britischen Militär geeignet und sie erwarben etliche Exemplare. Im Ersten Weltkrieg wurde das Unternehmen Nieuport zu einem der bekanntesten Hersteller französischer Militärflugzeuge, als erfolgreichste Entwürfe des Konstrukteurs Delage gelten die Nieuport 11 und die Nieuport 17.
1916 wurde in Großbritannien das Unternehmen Nieuport & General Aircraft Company gegründet, um für das Royal Flying Corps und andere alliierte Luftstreitkräfte Flugzeuge in Lizenz herzustellen.

### Von Nieuport-Astra zu SNCAO
Nach dem Ersten Weltkrieg führten die Aufhebung der Militäraufträge und der Tod des Eigentümers Henry Deutsch de la Meurthe am 24. November 1919 fast zur Auflösung des Unternehmens. Doch die Erben ordneten ihre Unternehmen neu und fusionierten ihren Ballonhersteller Astra mit der Société anonyme des Établissements Nieuport zur Société Anonyme Nieuport-Astra; das britische Unternehmen Nieuport & General Aircraft Company wurde 1920 geschlossen und von Gloucestershire Aircraft übernommen.
Das neu gegründete Unternehmen Nieuport-Astra beschloss, seine Flugzeuge unter dem Namen Nieuport-Delage zu produzieren und zu vermarkten, denn der technische Direktor Gustave Delage war die eigentliche, treibende Kraft hinter der Firma in Issy-les-Moulineaux. Nieuport-Astra entwickelte zu dieser Zeit aber keine erfolgreichen Flugzeugmuster mehr, ab 1923 wurde die Produktpalette um Schlepper, Lastkähne, Schiffe und Sportboote erweitert. Lediglich die Nieuport-Delage Ni-D.29 konnte in den 1920er Jahren erfolgreich an verschiedene Länder verkauft werden.

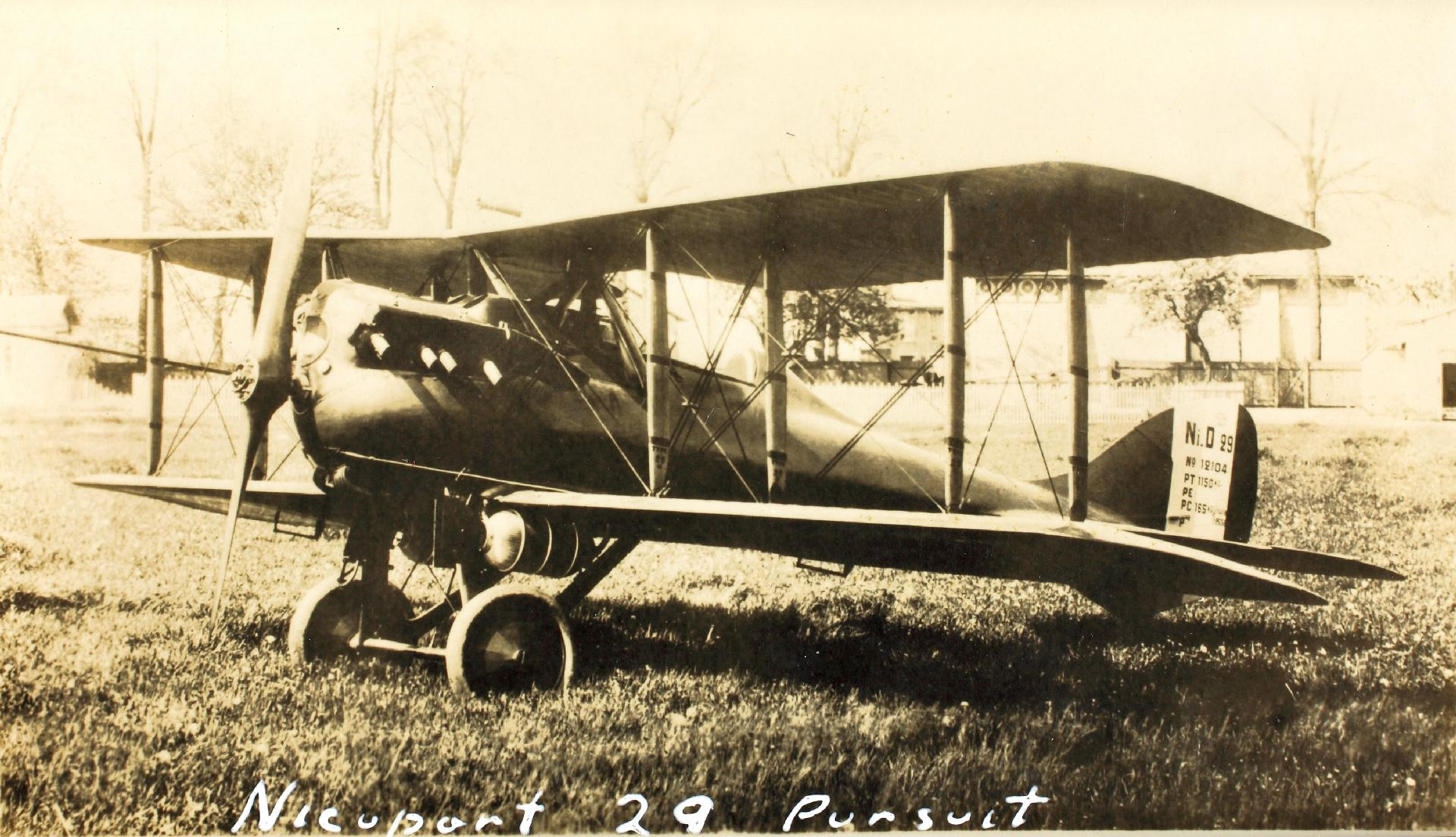
Einsitziges Jagdflugzeug Nieuport-Delage Ni-D.29 (1929)

Die Teilnahme an der Schneider-Trophy 1931 mit dem Wasserflugzeug Nieuport-Delage Ni-D.450 musste wegen Motorproblemen abgesagt werden. Eines der letzten Flugzeuge, das unter der Leitung von Gustave Delage bei Nieuport entstand, war der Nurflügler Nieuport-Delage NiD 941. Ein Modell wurde bereits im November 1932 auf dem 13. Pariser Aero-Salon vorgestellt. Der Prototyp des zweisitzigen Reiseflugzeuges besaß eine neuartige Flügelstruktur aus geschweißten Stahlrohren und wurde von einem 120-PS-Lorraine-Sternmotor mit Druckschraube angetrieben, Joseph Sadi-Lecointe führte im Februar 1934 die offiziellen Testflüge durch. Trotz einiger Modifikationen litt die Maschine unter Stabilitätsproblemen und erhielt kein Lufttüchtigkeitszeugnis.
Gustave Delage beendete seine Zusammenarbeit mit Nieuport-Astra 1932 (andere Quellen: 1934), das Unternehmen wurde kurzzeitig erneut in Nieuport umbenannt, bevor es 1935 mit Loire Aviation zu Loire-Nieuport fusionierte.
Mitte 1936 ging Loire-Nieuport bei der Verstaatlichung der französischen Flugzeugindustrie in der Société Nationale de Constructions Aéronautiques de l’Ouest (SNCAO) auf.

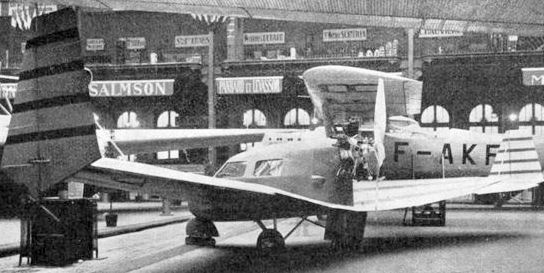
Nieuport NiD-941 (1932)